# Yacoubou Malehossou
Yacoubou Malehossou (encore orthographié Malèhossou ou Malêhossou), ancien député de l'assemblée nationale, est un responsable associatif et personnalité politique béninoise.

## Carrière et philanthropie
El-hadj Malèhossou Yacoubou, est le président de la Fondation Malèhossou. Il est député de la 5e législature et de la 6e législature du Bénin. De 2007 à 2018, il est député juge à la haute cour de justice.
La fondation Malehossou dont il est le président vient en aide au démunis et milite pour la paix,,.

## Distinctions
Par le décret no 2022-181 du 10 mars 2022, Yacoubou Malehossou est levé à la dignité de Grand Officier de l’ordre national du Bénin.